# МЕРКОСУР
Mercosur, или Mercosul (исп. Mercado Común del Sur, порт. Mercado Comum do Sul, гуар. Ñemby Ñemuha, англ. Southern Common Market) — общий рынок стран Южной Америки, экономическое и политическое соглашение между Аргентиной, Бразилией, Уругваем, Парагваем (членство было приостановлено, основываясь на договоре от 29 июня 2012 до апреля 2013 года), Боливией (стала полноправным членом 8 июля 2024 года) и Венесуэлой (членство принято в июле 2012 и приостановлено 5 августа 2017). Основан в 1991 году на Асунсьонском договоре, изменённым и обновлённым в 1994 году договором в Ору-Прету, который в свою очередь определил структуру МЕРКОСУР.
Цель соглашения выражается в содействии свободной торговле, гибкому движению товаров, населения и валюты стран-участников объединения. Гуарани, португальский и испанский языки признаны официальными (с присоединением Боливии — также аймара и кечуа). МЕРКОСУР и Андское сообщество наций — основные таможенные союзы, связанные с Союзом южноамериканских наций, способствующие процессам экономической интеграции в Южной Америке.
МЕРКОСУР возник в 1985 году, когда президенты Аргентины и Бразилии Рауль Альфонсин и Жозе Сарней подписали Программу экономической интеграции и сотрудничества Аргентина-Бразилия или PICE (порт. Programa de Integração e Cooperação Econômica Argentina-Brasil, исп. Programa de Integración y Cooperación Económica Argentina-Brasil). Программа также предложила Гаучо в качестве валюты для региональной торговли.
В МЕРКОСУР сосредоточено 55,3 % населения стран Латинской Америки и Карибского бассейна (более 300 млн чел.), 40 % прямых зарубежных инвестиций, 33 % объема внешней торговли стран региона. Совокупный объем ВВП участников объединения достигает 3,3 трлн долл. Объединение представляет собой по размерам и экономическому потенциалу второй после ЕС таможенный союз и третью после ЕС зону свободной торговли.
В декабре 2004 года, на встрече глав МЕРКОСУР был принят акт о создании парламента. По условиям данного соглашения, он, независимо от численности населения, должен иметь 18 представителей от каждой страны к 2010 году.
Чили, Колумбия, Эквадор, Перу, Гайана, Панама (стала ассоциированным членом в декабре 2024 года) и Суринам в настоящее время имеют статус ассоциированных членов. Мексика и Новая Зеландия квалифицируются как официальные наблюдатели.

## История

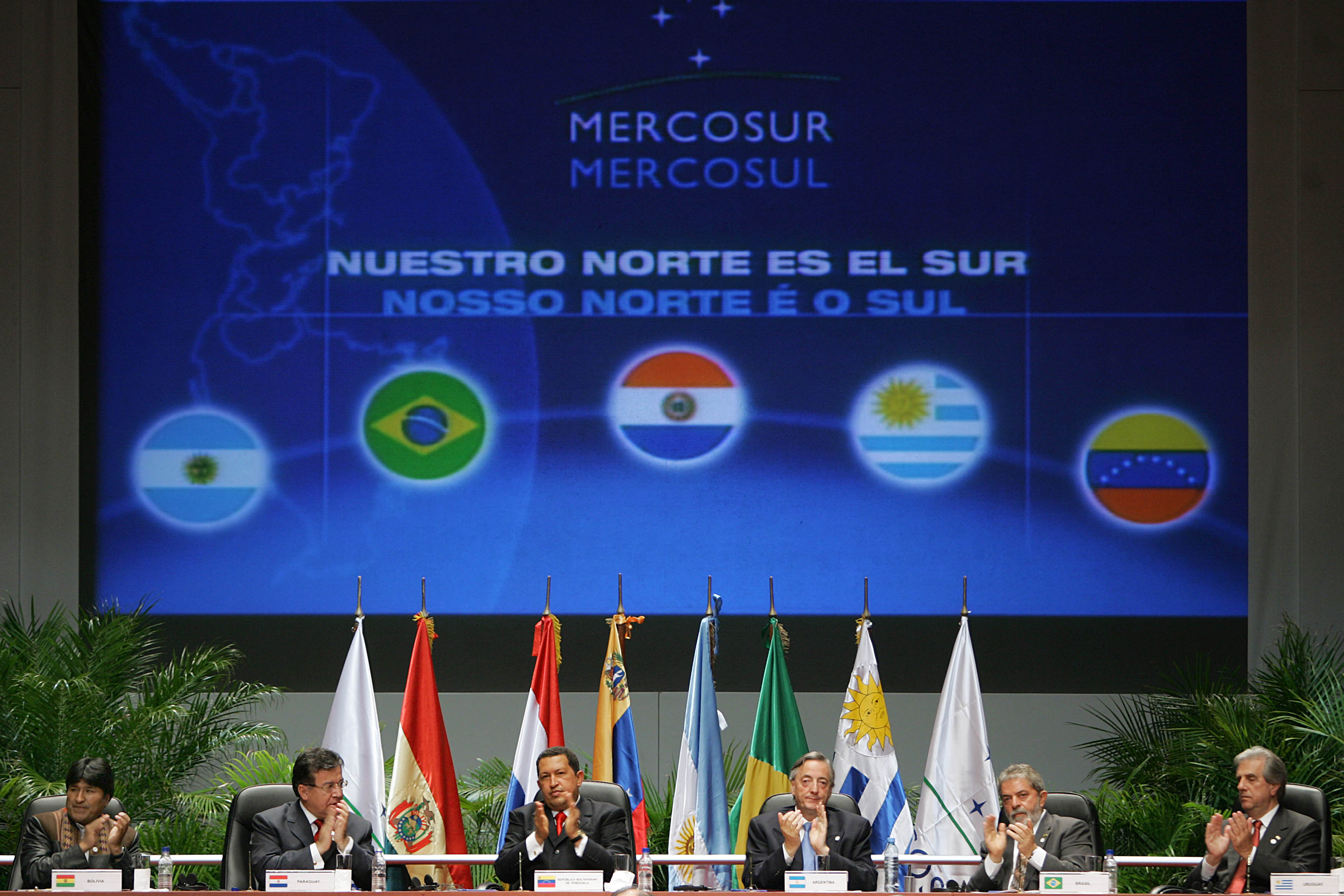
МЕРКОСУР 2005

Название организации происходит от испанского Mercado Común del Sur, что означает «Южно-американский общий рынок». Первым шагом к созданию объединённого рынка послужило соглашение о свободной торговле, подписанное Аргентиной и Бразилией в 1986 г. В 1990 г. к этому соглашению присоединились Парагвай и Уругвай.
В нынешнем виде блок был создан 26 марта 1991 года в ходе первой встречи президентов Аргентины, Бразилии, Парагвая и Уругвая, состоявшейся в Асунсьоне. По окончании встречи был подписан Асунсьонский договор — основной документ, который определил механизмы, структуру таможенного союза и общего рынка четырёх государств и его задачи.
Основными административными органами объединения являются Совет общего рынка, Группа общего рынка, Комиссия по торговле, Совместная парламентская комиссия, Социально-экономический консультативный форум и Административный секретариат. В первых четырёх работа ведётся на межправительственном уровне. Также под эгидой Центрального банка Бразилии действует Подгруппа по финансовым соглашениям, в рамках которой согласовываются вопросы банковского надзора, унификации банковского и фондового законодательства, борьбы с отмыванием нелегальных доходов и т. д.
Основной принцип деятельности высших органов МЕРКОСУР — консенсус. Идея создания какой-либо наднациональной структуры по примеру Европейского союза не получила поддержки.
С 1 января 1995 года в соответствии с Соглашением Оуро Прето, подписанным в 1994 году, МЕРКОСУР перешёл на более высокий интеграционный уровень: от зоны свободной торговли к таможенному союзу. Во внутризональной торговле для всех участников вводится единый внешний таможенный тариф (ЕВТТ) на продукцию, ввозимую из третьих стран (ставка импортных пошлин для разных товаров колеблется от 0 до 20 %).
18 декабря 2007 года МЕРКОСУР подписал торговое соглашение о свободной торговле с Израилем.
20 декабря 2011 года во время встречи в верхах в Монтевидео, министры иностранных дел четырёх полных стран-членов, совместно с министром иностранных дел Палестины Риядом аль Малики, подписали соглашение о свободной торговле с Палестиной.
В августе 2010 года на 39-й встрече на высшем уровне МЕРКОСУР был утвержден общий Таможенный кодекс, который должен завершить формирование Таможенного союза в рамках МЕРКОСУР.

### Присоединение Венесуэлы
После приостановления членства Парагвая 22 июня 2012 года за нарушение демократических ценностей, описанных в Протоколе Монтевидео о приверженности к демократии в МЕРКОСУР (исп. Protocolo De Montevideo Sobre Compromiso Con La Democracia En el MERCOSUR), союз одобрил присоединение Венесуэлы. 31 июля 2012 года вступило в силу полное членство Венесуэлы.

Датой вступления Венесуэлы в МЕРКОСУР станет 31 июля, мы, президенты стран-участниц, пришли к согласию по данному вопросу, и для нас это является большой честью и большой ответственностью.— Кристина Фернандес де Киршнер
Процесс присоединения Венесуэлы к организации занял 6 лет. Предварительно, Венесуэла подписала соглашение на членство 17 июня 2006 года, но её вступление было заблокировано сенатом Парагвая. На саммите МЕРКОСУР в декабре 2011 года в Уругвае Каракасу также не удалось присоединиться к блоку из-за позиции парагвайского парламента. Парагвайские депутаты блокировали присоединение Венесуэлы, несмотря на поддержку, полученную президентом Венесуэлы Уго Чавесом от президента Фернандо Луго.

## МЕРКОСУР и Россия
В 1996 году были установлены контакты между Межгосударственным экономическим комитетом Экономического союза СНГ и Группой общего рынка МЕРКОСУР, состоялось три рабочих встречи делегаций сторон. Очередная четвертая встреча не состоялась в связи с реорганизацией координирующих органов Экономического союза СНГ.
В декабре 2000 года в городе Бразилиа состоялась первая встреча российской делегации с руководством Группы общего рынка МЕРКОСУР, положившая начало прямому диалогу между Россией и интеграционным объединением. По итогам встречи было принято совместное коммюнике, в котором стороны договорились проводить подобные встречи, развивать взаимные контакты.
В 2001 году состоялся визит в Россию делегации Межпарламентской комиссии МЕРКОСУР, в ходе которого достигнуты договоренности о продолжении межпарламентских контактов.
В декабре 2003 года Министр иностранных дел России впервые принял участие в прошедшем в Монтевидео саммите Общего рынка стран Южного конуса. Его участникам передано послание Владимира Путина, в котором подтверждается стремление России к развитию сотрудничества. Принято Совместное заявление о формировании механизма многостороннего политического диалога между Россией и МЕРКОСУР.
В апреле 2004 года в Буэнос-Айресе состоялся первый раунд двусторонних консультаций.

## МЕРКОСУР и ЕС
В 2005—2011 гг. товарооборот МЕРКОСУР и ЕС вырос с 51,7 млрд долларов до 97,0 млрд долларов. 
Экспорт в ЕС в 2011 году составил 51,9 млрд долларов.
Торговое соглашение между ЕС и МЕРКОСУР, готовится на протяжении двух десятилетий (переговоры шли медленно из-за требований МЕРКОСУР выплатить десятки миллиардов долларов репараций за колониализм).
Соглашение должно было стать крупнейшим в истории ЕС и создать интегрированный рынок с 780 миллионами потребителей. В результате подписания европейские экспортеры должны были сэкономить около 4 миллиардов евро на импортных пошлинах и обеспечить контакты с поставщиками критически важных материалов для развития зеленых и цифровых технологий.
После избрания президентом Аргентины Хавьера Миллея, критиковавшего соглашение во время своей предвыборной кампании, подписание соглашения было отложено.

## Унасур
C 2004 г. Mercosur и Андское сообщество вели переговоры о создании нового объединения Унасур (Unasur — Unión de Naciones Suramericanas, Союз южноамериканских наций), с единым центральным банком (Banco del Sur). 9 декабря 2004 года Унасур учреждён на саммите 12 государств в Куско (Перу).